# Catedral de San José (Mánchester)
La Catedral de San José  (en inglés: Cathedral of St. Joseph ) es la iglesia catedral de la diócesis de Mánchester en New Hampshire, Estados Unidos. Se encuentra en el 145 Lowell Street, en el distrito del centro. El sacerdote Peter Libasci sirve como Obispo de la diócesis de Mánchester, y monseñor Anthony Frontiero es el rector de la parroquia de la catedral.
La iglesia fue fundada en 1869 para servir a las necesidades de los inmigrantes irlandeses. El Papa León XIII estableció la Diócesis de Manchester en 1884, y la parroquia de San José se convirtió en la catedral en 1894. El edificio ha sufrido varias reformas y ampliaciones desde entonces. 
En 1968, el altar mayor, las Estaciones de la Cruz, y muchas otras decoraciones fueron eliminadas en un esfuerzo por cumplir con las directrices del Concilio Vaticano II. La diócesis comenzó otra renovación en 2014 para instalar piezas similares retiradas de la Iglesia Holy Trinity (Santísima Trinidad) en Boston después de su cierre.

## Véase también

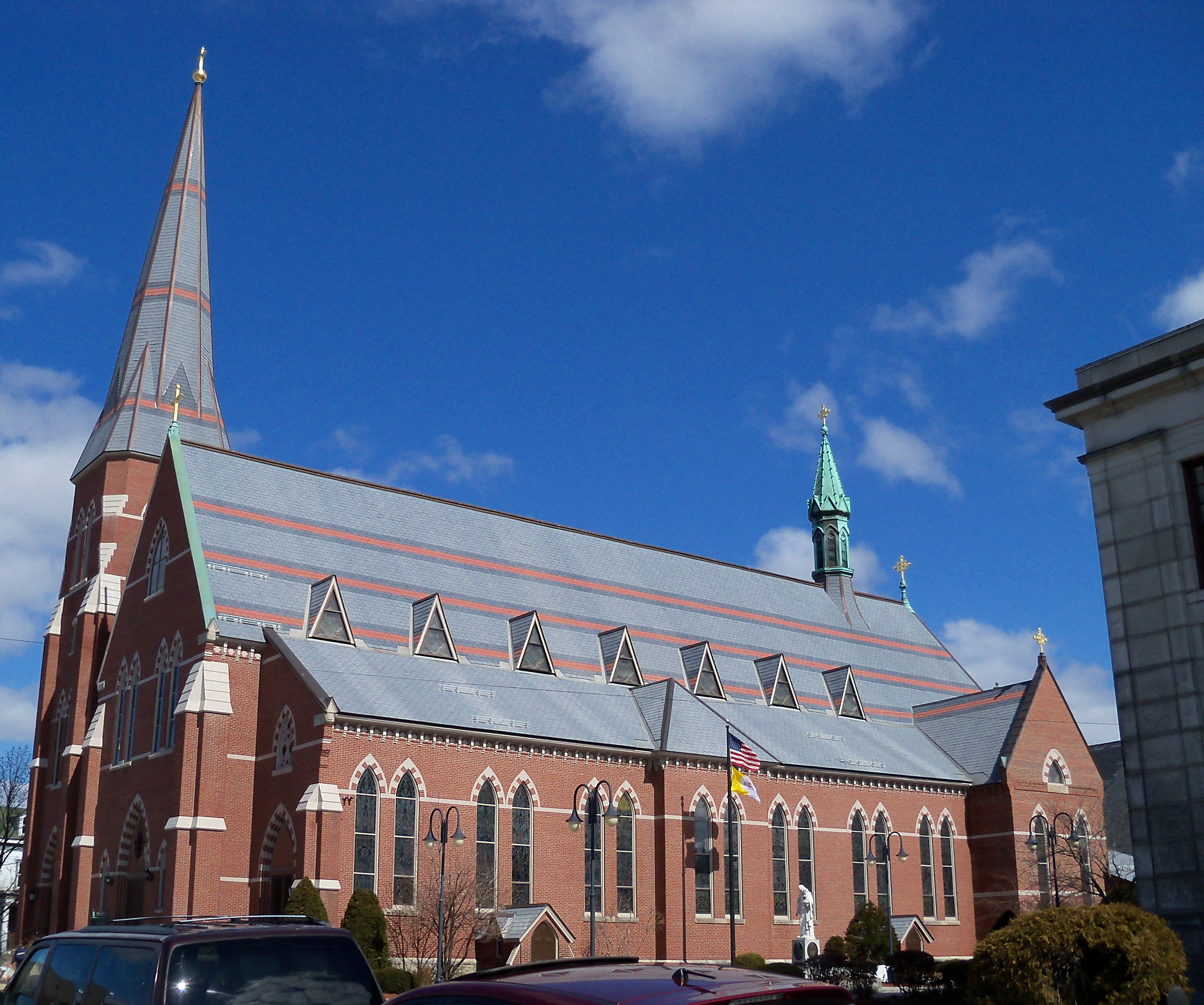
Otra vista del templo